# Brasserie Affligem
 (mars 2021).
Si vous disposez d'ouvrages ou d'articles de référence ou si vous connaissez des sites web de qualité traitant du thème abordé ici, merci de compléter l'article en donnant les références utiles à sa vérifiabilité et en les liant à la section « Notes et références ».
La Brasserie Affligem (en néerlandais : Affligem Brouwerij) est une brasserie située à Opwijk dans la province du Brabant flamand en Belgique. Elle produit, entre autres, les bières d'abbaye reconnues Affligem et Postel.

## Histoire
L'origine de cette entreprise vient de la brasserie De Smedt fondée à Opwijk aux alentours de 1790. Cette brasserie prend de l'extension à la suite de la production en 1935 de la bière Op-Ale faisant référence à la localité où l'entreprise se situe. Cette bière est d'ailleurs couronnée d'une médaille d'or lors de l'Exposition universelle de 1935 à Bruxelles. 
Depuis 1970, la brasserie produit aussi la bière d'abbaye Affligem. En 1988, vient s'ajouter une seconde bière d'abbaye, la Postel.
Entre 2000 et 2003, la brasserie De Smedt est progressivement prise en charge par le groupe brassicole Heineken et devient la brasserie Affligem BDS (BDS pour brasserie De Smedt). Le 1er mai 2010, la brasserie devient Brasserie Affligem en se rapprochant du groupe Alken-Maes faisant lui aussi partie du groupe Heineken. L'embouteillage (2012) et la production (2022) sont transférées à Alken.

## Principales bières
La brasserie produit deux bières d'abbaye reconnues, une bière d'abbaye non reconnue ainsi qu'une bière locale :
- Affligem, bière d'abbaye reconnue se référant à l'abbaye d'Affligem qui se décline en six variétés,
- Postel, bière d'abbaye reconnue se référant à l'abbaye de Postel qui se décline en quatre variétés,
- Op-Ale, bière ambrée au goût légèrement amer titrant 5 % d'alccol.
- Florival, bière d'abbaye déclinée en blonde, brune, triple et d'hiver (Winter).